# ソタヴェント諸島
ソタヴェント諸島（ポルトガル語：Ilhas de Sotavento）は、アフリカ大陸のすぐ西の大西洋上に点在している島々の1群である。

## 概要

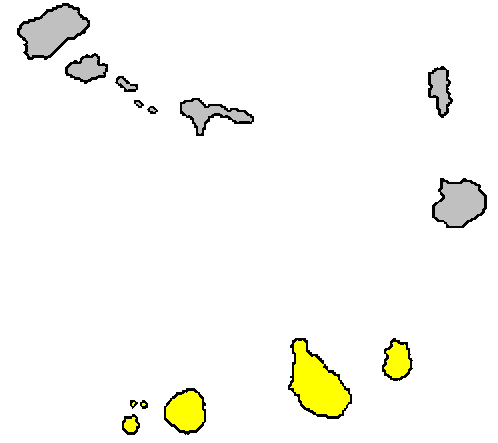
カーボベルデの地図。黄色の部分がソタヴェント諸島。なお、灰色の部分はバルラヴェント諸島である。

ソタヴェント諸島はカーボベルデに属しており、カーボベルデの領土の南半分を構成している。15世紀ごろからポルトガルが植民を開始した島々であり、名称に「風下」を意味するポルトガル語である「Sotavento」と付けられている。
ソタヴェント諸島を構成する主要な島としては、カーボベルデの首都が置かれている同国最大の島であるサンティアゴ島に加えて、「火炎」を意味する「fogo」と付けられた活火山を要するフォゴ島があり、この他にブラヴァ島とマイオ島が挙げられる。

## 地理
ソタベント諸島の総面積は1,803平方キロメートルである。

## 産業
これらの島々は農業を主要な産業としている。ただし、フォゴ山を要するフォゴ島は観光業も盛んになってきている。また、マイオ島では農業も行われているものの、製塩業の方が盛んである。なお、以上の島以外にも、グランデ島、シマ島、レイ島などの小さな島々が存在する。